# Dimacrocolus pauliani
Dimacrocolus pauliani är en tvåvingeart som beskrevs av Evert I. Schlinger 1961. Dimacrocolus pauliani ingår i släktet Dimacrocolus och familjen kulflugor.
Artens utbredningsområde är Madagaskar. Inga underarter finns listade i Catalogue of Life.